# 安倍嘉人
安倍 嘉人（あべ よしと、男性）は、日本の裁判官。東京大学卒業。元東京高等裁判所長官。

## 略歴
1971年 東京地方裁判所判事補。1974年 高松地方・家庭裁判所判事補。1976年 最高裁判所事務総局家庭局付。
1981年 家庭裁判所調査官研修所教官。1984年 大阪地方裁判所判事。1986年 最高裁事務総局家庭局第二課長。
1988年 最高裁事務総局家庭局第一課長兼同広報課付。1990年 東京地方裁判所判事。1992年 東京地裁部総括判事。
1993年 東京高等裁判所事務局長。1997年 最高裁事務総局家庭局長。2002年 千葉家庭裁判所所長。
2004年 横浜家庭裁判所所長。2005年 東京高等裁判所部総括判事。2007年 横浜地方裁判所所長。
2009年 福岡高等裁判所長官。2010年 東京高等裁判所長官。2011年4月 定年退官。
2016年 春の叙勲で瑞宝重光章を受章。
| スタブアイコン | サブスタブ | この項目は、まだ閲覧者の調べものの参照としては役立たない、人物に関連した書きかけの項目です。この項目を加筆・訂正などしてくださる協力者を求めています（P:人物伝/PJ:人物伝）。 |